# Knightomiroides
Knightomiroides är ett släkte av insekter. Knightomiroides ingår i familjen ängsskinnbaggar.
Kladogram enligt Catalogue of Life:
| Knightomiroides | \| \| Knightomiroides contortae \| \| \| \| \| \| Knightomiroides nigrovirgatus \| \| \| \| \| \| Knightomiroides ponderosae \| \| \| \| |
|                 | \| \| Knightomiroides contortae \| \| \| \| \| \| Knightomiroides nigrovirgatus \| \| \| \| \| \| Knightomiroides ponderosae \| \| \| \| |
|                 | Knightomiroides contortae |
|                 | |
|                 | Knightomiroides nigrovirgatus |
|                 | |
|                 | Knightomiroides ponderosae |
|                 | |